# 栃乃里隆光
栃乃里 隆光（とちのさと たかみつ、1989年7月7日 - ）は、石川県石川郡野々市町（現・野々市市）出身で春日野部屋に所属していた元大相撲力士。本名は矢鋪 光太郎（やしき こうたろう）。現役時代の体格は身長179cm、体重149kg、血液型はAB型。最高位は東幕下4枚目（2012年9月場所）。

## 人物
金沢学院東高校相撲部出身。高校2年生となる2006年には全国高校相撲選手権大会で3位入賞を果たした。能登櫻は高校の先輩、遠藤は後輩にあたる。高校時代に春日野親方（元関脇・栃乃和歌）のスカウトを受け、高校卒業後の2008年3月場所に春日野部屋から初土俵を踏む。同期生には琴勇輝らがいる。前相撲を一番出世で終えると、番付に初めて名前が載った翌5月場所を7戦全勝の序ノ口優勝で終え、序二段も1場所で通過。三段目を3場所で通過し、初土俵から1年の2009年3月場所では早くも幕下に昇進する。2010年3月場所以降は幕下に定着しており、同年11月場所では関取昇進の可能性があると言われる幕下15枚目以内の番付に初昇格。東幕下4枚目と関取に非常に近づいた2012年9月場所では、千秋楽の7番相撲で十両の德真鵬戦が組まれ、初めて大銀杏を結って土俵にあがったが、この勝負に負けて負け越し。負け越しただけでなく、德真鵬に寄り倒された際に足を負傷してしまい、翌11月場所と2013年1月場所を休場することを余儀なくされた。2013年3月場所から心機一転で四股名を改名。しかし首のヘルニアに悩まされて幕下を維持するのがやっとの状態となり、2014年1月頃に医師から「もう相撲は取れない」と宣告されたこともあって2015年1月場所を最後に志半ばで土俵を去った。ただし引退届の提出までしばらく時間が空いたため同年3月場所・5月場所の公式記録は全休となった。4月6日に部屋の稽古場で断髪式が行われ、以後は埼玉県内の企業に就職するという。

## 主な成績
- 通算成績：153勝106敗35休（43場所）
- 各段優勝：序ノ口1回（2008年3月場所）

| | 一月場所 初場所（東京） | 三月場所 春場所（大阪） | 五月場所 夏場所（東京）   | 七月場所 名古屋場所（愛知） | 九月場所 秋場所（東京） | 十一月場所 九州場所（福岡） |
| --- | ----------------------- | ----------------------- | ------------------------- | --------------------------- | ----------------------- | --------------------------- |
| 2008年 （平成20年） | x                       | （前相撲）              | 東序ノ口9枚目 優勝 7–0    | 西序二段19枚目 6–1          | 東三段目58枚目 5–2      | 東三段目26枚目 5–2          |
| 2009年 （平成21年） | 西三段目3枚目 4–3       | 西幕下53枚目 3–4        | 西三段目5枚目 4–3         | 東幕下56枚目 5–2            | 東幕下41枚目 5–2        | 東幕下30枚目 休場 0–0–7     |
| 2010年 （平成22年） | 西三段目10枚目 4–3      | 東幕下60枚目 5–2        | 東幕下43枚目 3–4          | 西幕下52枚目 5–2            | 西幕下32枚目 6–1        | 東幕下12枚目 3–4            |
| 2011年 （平成23年） | 東幕下18枚目 5–2        | 八百長問題 により中止   | 西幕下9枚目 3–4           | 東幕下11枚目 3–4            | 西幕下13枚目 4–3        | 西幕下9枚目 4–3             |
| 2012年 （平成24年） | 東幕下7枚目 3–4         | 西幕下12枚目 4–3        | 西幕下7枚目 4–3           | 東幕下6枚目 4–3             | 東幕下4枚目 3–4         | 西幕下6枚目 休場 0–0–7      |
| 2013年 （平成25年） | 東幕下47枚目 休場 0–0–7 | 西三段目27枚目 4–3      | 東三段目16枚目 4–3        | 西三段目5枚目 6–1           | 東幕下32枚目 4–3        | 東幕下25枚目 4–3            |
| 2014年 （平成26年） | 西幕下21枚目 4–3        | 東幕下16枚目 3–4        | 東幕下23枚目 1–6          | 東幕下48枚目 5–2            | 東幕下32枚目 5–2        | 東幕下21枚目 3–4            |
| 2015年 （平成27年） | 西幕下29枚目 3–4        | 東幕下37枚目 休場 0–0–7 | 西三段目20枚目 引退 0–0–7 | x                           | x                       | x                           |
| 各欄の数字は、「勝ち-負け-休場」を示す。 優勝 引退 休場 十両 幕下 三賞：敢=敢闘賞、殊=殊勲賞、技=技能賞 その他：★=金星 番付階級：幕内 - 十両 - 幕下 - 三段目 - 序二段 - 序ノ口 幕内序列：横綱 - 大関 - 関脇 - 小結 - 前頭（「#数字」は各位内の序列） |                         |                         |                           |                             |                         |                             |

## 四股名変遷
- 矢鋪 光太郎（やしき こうたろう）2008年3月場所 - 2009年7月場所
- 栃矢鋪 光太郎（とちやしき - ）2009年9月場所 - 2013年1月場所
- 栃乃里 隆光（とちのさと たかみつ）2013年3月場所 - 2015年5月場所